# Cima di Monte Bolza

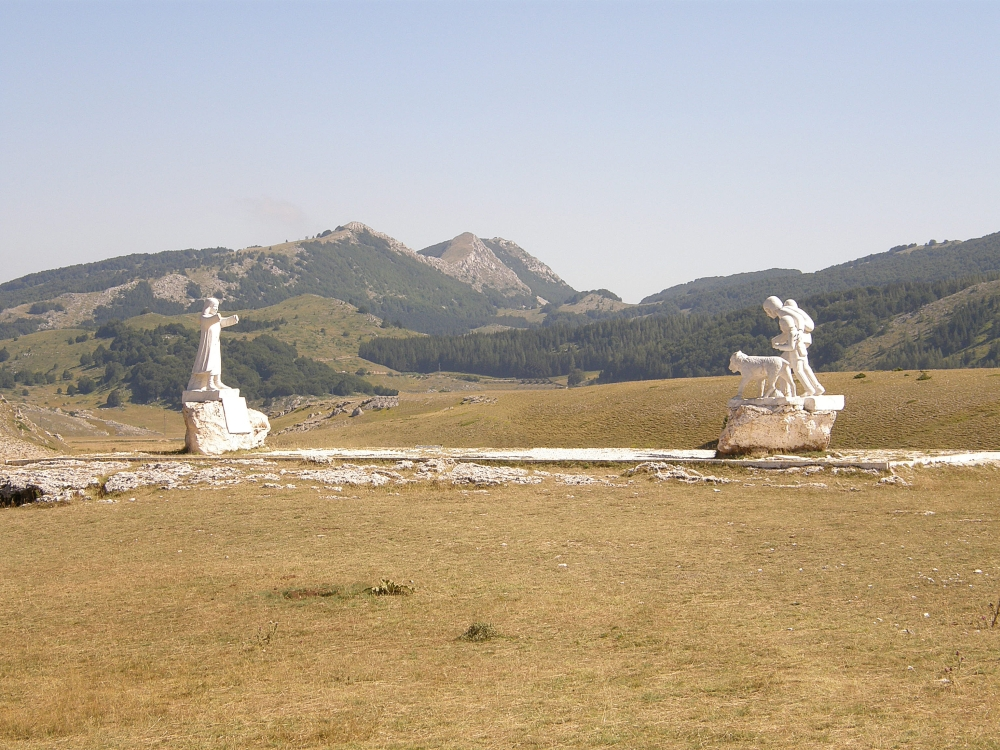
Denkmal für die Tragödie von Fonte Vetica

Der Cima di Monte Bolza (deutsch „Gipfel des Bergs Bolza“) ist ein Berg des Gran Sasso d’Italia im Apennin. Er ist die höchste und östliche Spitze eines Grats mit zwei Gipfeln, dem Cima di Monte Bolza (1927 m) und dem Monte Bolza (1904 m, Lage), dieser ist die zwei Kilometer entfernte westliche Spitze des Grats.
Dieser Berg mit zwei Gipfeln liegt alleinstehend im Süden des Hochplateaus Campo Imperatore. Die Gipfel werden viel bestiegen, da sie aus der Nähe einen prachtvollen Blick auf den Corno Grande, den höchsten Gipfel des Gran Sasso, bieten. Sie liegen auf dem Gebiet des Nationalparks Nationalpark Gran Sasso und Monti della Laga.
Sie werden ohne größere Schwierigkeitsgrade über eine Wanderroute vom Ort Castel del Monte erreicht.

## Geschichte
Am Fuße des Monte Bolza starben am 13. Oktober 1919 bei einem Schneesturm der Hirte Pupo Nunzio di Roio, zwei seiner Kinder und 5000 Schafe. Das Denkmal für die „Tragödie von Fonte Vetica“ auf dem Campo Imperatore wurde 2006 durch Vandalismus schwer beschädigt.